# Piña Colada

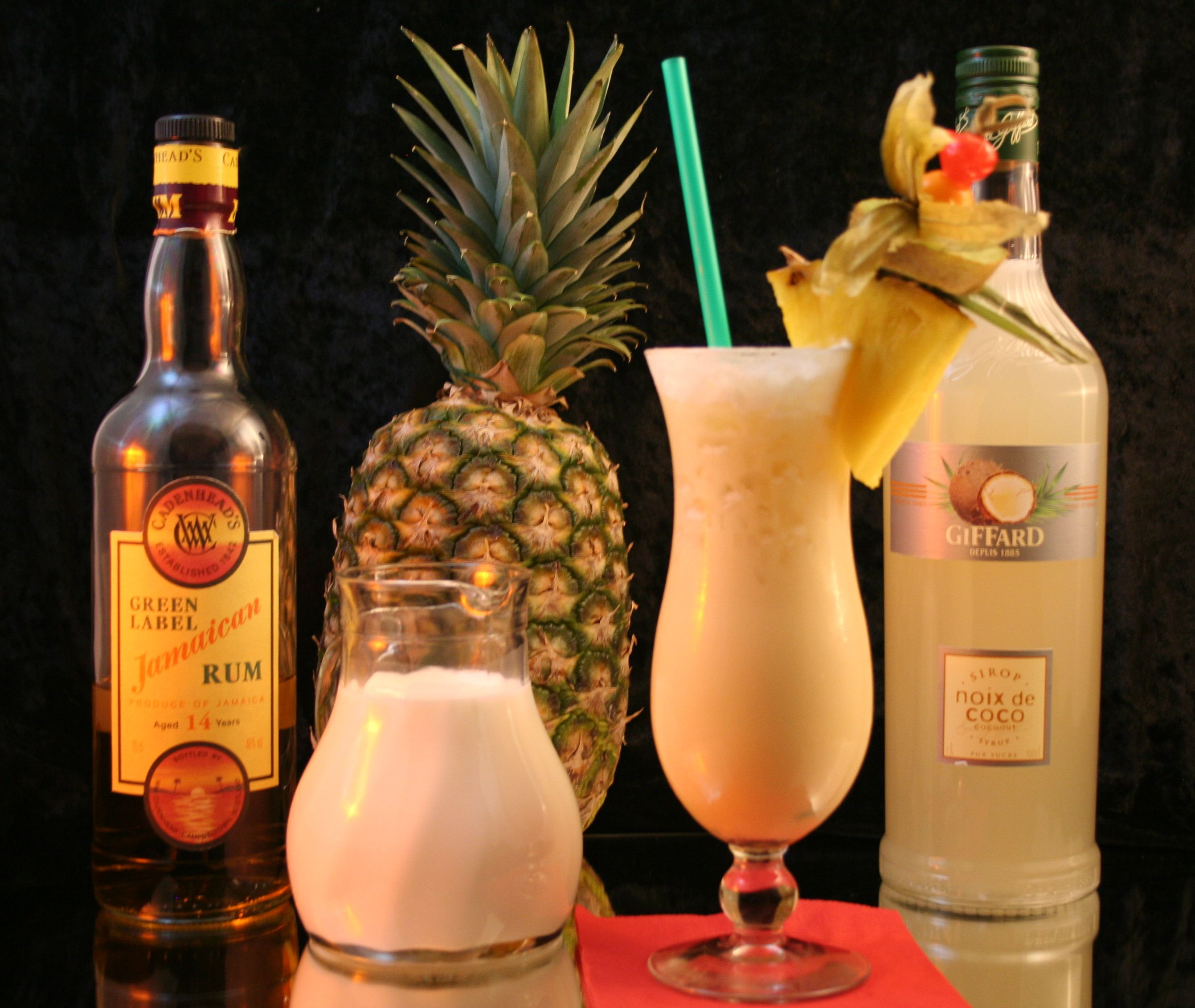
Piña Colada mit Zutaten: Rum (hier ein gereifter, meist wird aber nur weißer Rum verwendet), Sahne, Ananas, Kokosnusssirup (hier anstatt Cream of Coconut)

Die Piña Colada [ˌpɪɲa koˈlada] (von spanisch piña ‚Ananas‘ und colar ‚durchsieben‘), Piña colada oder Pina Colada ist ein süßer, cremiger Cocktail aus Rum, Cream of Coconut und Ananassaft. Sie ist namensgebend für eine ganze Gruppe von Cocktails, den Coladas. Die Piña Colada wurde in den 1950er Jahren populär und gehört zu den weltweit bekanntesten Cocktails. Die alkoholfreie Variante – ohne Rum – wird Virgin Colada, Baby Colada oder Piñita Colada genannt.

## Zubereitung
Eine Piña Colada wird in der Regel aus weißem karibischem Rum, Kokosnusscreme (englisch Cream of Coconut, einer zähflüssigen, fetthaltigen und leicht gesüßten Masse aus dem Fleisch der Kokosnuss), frischer Ananas oder Ananassaft und zerstoßenem Eis im elektrischen Blender zubereitet. Oft wird noch Sahne hinzugefügt und gelegentlich der weiße Rum ganz oder teilweise durch einen kräftigeren goldenen oder braunen Rum ersetzt.

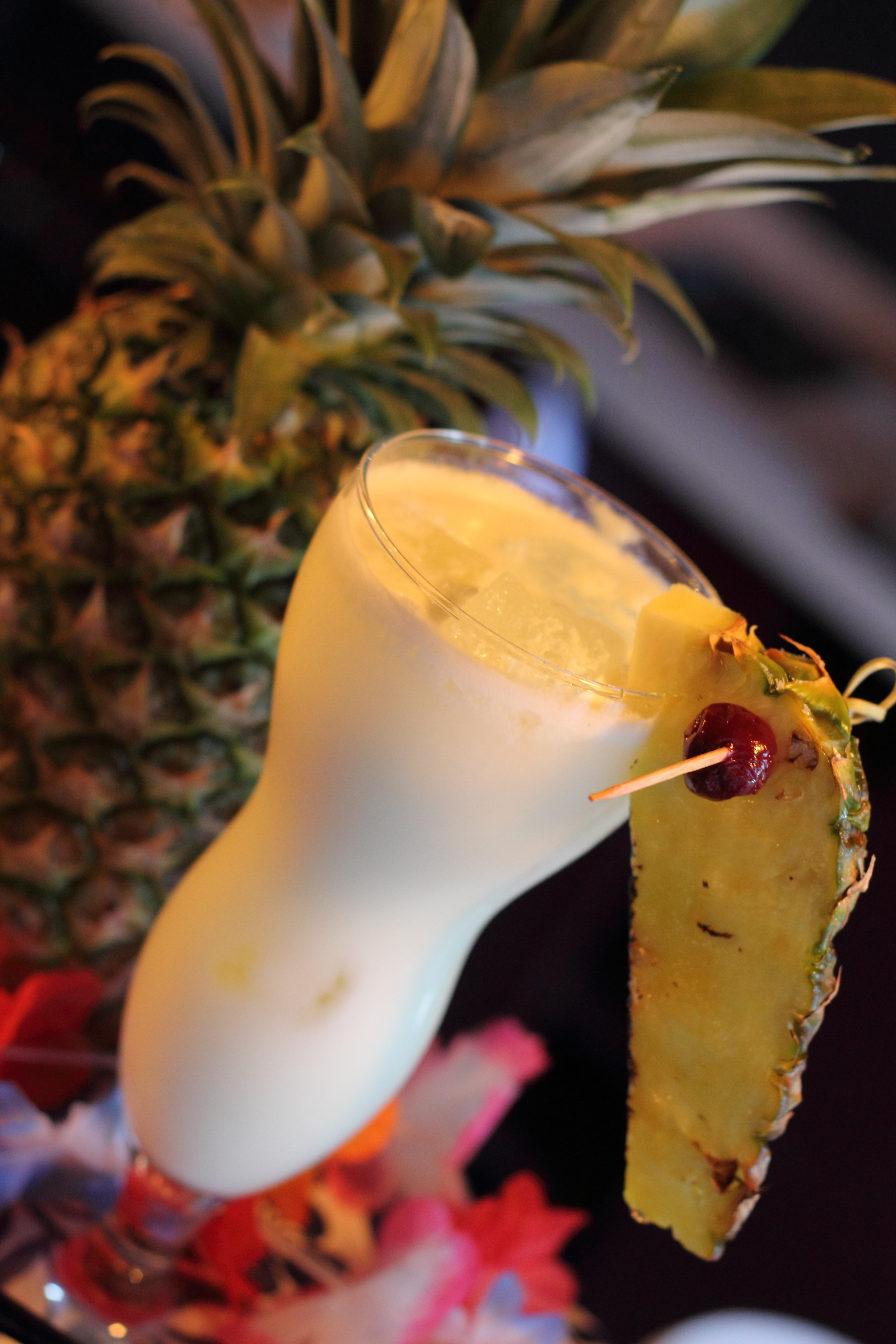
Piña Colada im Fancy-Glas mit typischer Dekoration: Ananasstück (hier karamellisiert) und Cocktailkirsche.

In Bars wird statt Cream of Coconut häufig preiswerter Kokos-Sirup verwendet, also Zuckersirup mit Kokosnussaroma, der kein Kokosfett enthält und sich daher leichter verarbeiten lässt als die zähflüssige Cream, so dass eine Zubereitung im Cocktail-Shaker möglich ist. Kokos-Sirup ist jedoch wesentlich süßer und muss anders dosiert werden, zudem wird ein cremiger Drink dann nur mit zusätzlicher Sahne erreicht. Ungesüßte Kokosmilch oder Kokoswasser eignen sich nicht als Ersatz für Cream of Coconut, kommen aber gelegentlich in Varianten vor. Auf den Kleinen Antillen wird die Piña Colada oft mit einer Prise Muskatnuss oben auf dem Schaum bestreut.
Das Standardrezept der International Bartenders Association für eine Piña Colada sieht 5 cl weißen Rum, 3 cl Cream of Coconut sowie 5 cl Ananassaft vor, bei Zubereitung im Blender mit zerstoßenem Eis und einer Ananasscheibe und einer Cocktailkirsche als Dekoration. An deutschen Barschulen wird in der Regel die Zubereitung mit Sahne gelehrt, z. B. mit je 4 cl weißen Rums und Cream of Coconut, 8 cl Ananassaft und 2 cl Sahne, so dass der Drink noch cremiger, aber auch milder und geschmacklich weniger markant wird.
Die Firma Coco López, deren Gründer in den 1950er Jahren die erste industriell hergestellte Kokosnusscreme auf den Markt brachte, bewirbt seit Jahrzehnten eine Version aus 2 oz. (entspricht ca. 6 cl) Coco López Cream of Coconut, 1,5 oz. (ca. 4,5 cl) weißem Rum aus Puerto Rico, 2 oz. (ca. 6 cl) Ananassaft; Zubereitung ebenfalls im Blender mit cracked ice (zerkleinertem Eis).
Zum „fünfzigsten Jubiläum“ der Piña Colada veröffentlichte das Hotel Caribe Hilton, in dessen Bar die heute bekannte Piña Colada 1954 entstanden sein soll, unter dem Namen „Caribe Hilton’s Piña Colada“ ein Rezept mit 2 oz. weißem Rum, je 1 oz. Coconut Cream und Sahne (heavy cream), 6 oz. frischem Ananassaft und 1/2 Tasse crushed ice. Zubereitung im Blender, bis alles cremig ist (ca. 15 Sekunden) und als Garnitur eine Ananasspalte und eine Maraschinokirsche.

## Geschichte
Die „Erfindung“ der Piña Colada wird in der Literatur meist mit der Caribe Hilton’s Beachcomber Bar der Ende 1949 eröffneten Hotelanlage Caribe Hilton in Puerto Rico in Verbindung gebracht und vom Hotel selbst auf den 15. August 1954 datiert, wobei sowohl das genaue Datum als auch die weiteren Umstände und das Originalrezept unter den noch lebenden Zeitzeugen, die der amerikanische Cocktailhistoriker Jared Brown im Jahr 2005 befragte, umstritten sind.

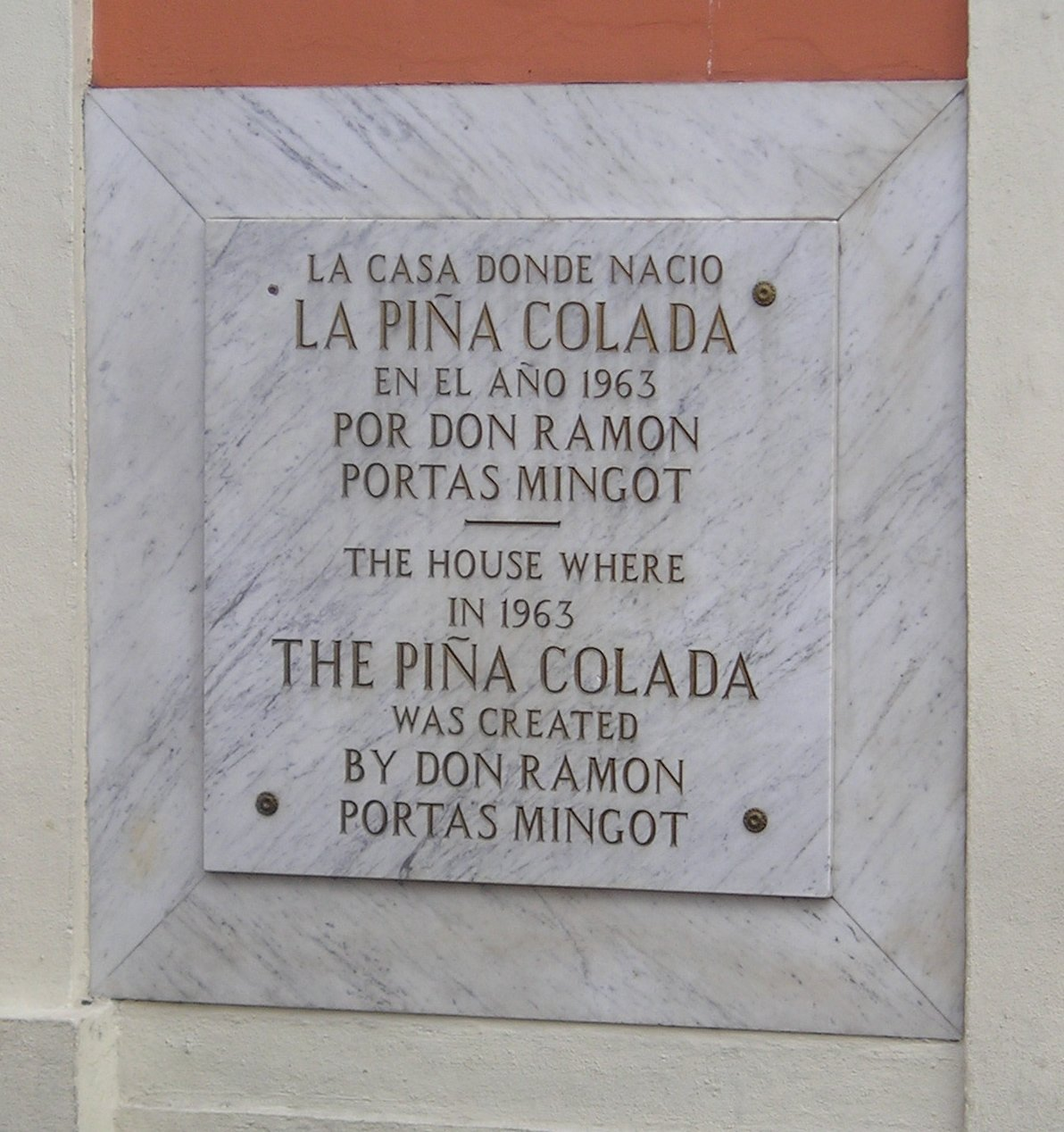
Gedenktafel mit der Inschrift: „In diesem Gebäude wurde 1963 die Piña Colada von Don Ramon Portas Mingot kreiert.“

Einer anderen Version zufolge entstand die „Piña Colada“ 1963 in der Bar La Barrachina in San Juan, Puerto Rico. Eine Tafel an dem Gebäude erinnert noch heute an diese „Erfindung“ des Barkeepers Don Ramon Portas Mingot.
Tatsächlich aber waren Getränke mit Ananas, Kokosnuss und Rum schon wesentlich früher bekannt. So soll der Pirat Roberto Cofresí (1791–1825) aus Cabo Rojo eine Mischung aus diesen Zutaten bereits zu Beginn des 19. Jahrhunderts an seine Seeleute ausgeschenkt haben. Ob die Legende stimmt, ist heute nicht mehr nachzuvollziehen, aber sie ist plausibel: der in der Karibik destillierte Rum wurde zu jener Zeit nicht nur von der britischen Marine, sondern auch von Piraten an ihre Besatzungen ausgeschenkt, und zwar vorzugsweise verdünnt; Kokoswasser, also die in einer Kokosnuss enthaltene Flüssigkeit, diente seit jeher als Trinkwasserersatz, wenn keine natürlichen Quellen vorhanden waren, und Ananas wurden noch vor Ende des 16. Jahrhunderts in den meisten tropischen Ländern angebaut. Allerdings wird Cofresís Getränk noch ohne Eis ausgekommen sein.
Auch die Bezeichnung „Piña Colada“ war 1954 nicht neu: in zahlreichen Quellen aus der ersten Hälfte des 20. Jahrhunderts wird von gekühltem, gesüßten Ananassaft als piña fria, piña fria colada (wörtlich: gekühltem, gesiebten Ananassaft) oder schlicht piña colada gesprochen. Ein Piña Colada genannter Rum-Cocktail mit Ananassaft wurde 1922 beschrieben:

“But best of all is a piña colada, the juice of a perfectly ripe pineapple—a delicious drink in itself—rapidly shaken up with ice, sugar, lime and Bacardi rum in delicate proportions. What could be more luscious, more mellow and more fragrant?”

„Doch am allerbesten ist eine Piña Colada: Der Saft einer reifen Ananas – schon an sich ein köstliches Getränk – wird im richtigen Verhältnis mit Eis, Zucker, Limettensaft und Bacardi Rum kräftig geschüttelt.“

1937 erwähnt der Middletown Times Herald eine Piña Colada genannte Kokosnuss- und Ananas-Mischung (cocoanut[sic] and pineapple mixture called Pinacolada[sic]). Aus einem Artikel der New York Times geht hervor, dass bereits 1950 ein gleichnamiger Cocktail auf Kuba verbreitet war, der mit Rum, frischer Ananas und Kokosmilch zubereitet wurde:

“Drinks in the West Indies range from Martinique's famous rum punch to Cuba's pina colada (dark rum, pineapple chunks and coconut milk). Key West has a variety of lime swizzles and punches, and Granadians use nutmeg in their rum drinks.”

„Mixgetränke der karibischen Inseln reichen von Martiniques berühmtem Rumpunsch bis zur kubanischen Piña Colada (brauner Rum, Ananasstücke und Kokosmilch). In Key West kennt man zahlreiche Limetten-Swizzles und Pünsche, und auf den Grenadinen werden Rum-Drinks mit Muskatnuss gewürzt.“

Entscheidend für die Entstehung der Piña Colada in ihrer heutigen Form waren jedoch, neben der Verfügbarkeit der Zutaten, noch zwei weitere Faktoren: die Entwicklung industriell hergestellter Kokosnusscreme und des Elektromixers.
Kokosnusscreme (englisch Cream of Coconut oder Coconut Cream) war Mitte des 20. Jahrhunderts eine bekannte und verbreitete Zutat in der karibischen Küche, allerdings recht mühsam herzustellen: Das Fruchtfleisch frischer Kokosnüsse musste gemahlen oder gerieben und mit Wasser (oder Kokoswasser) aufgekocht werden. Die Masse wurde dann, zum Teil mehrmals, durch ein Tuch gepresst, die entstandene Flüssigkeit mehrere Stunden stehen gelassen und schließlich die gewünschte Coconut Cream abgeschöpft.
Anfang der 1950er Jahre gelang es dem Lebensmittelchemiker Don Ramón López-Irizarry, dieses Produkt erstmals maschinell herzustellen. In gesüßter Form brachte er seine Cream of Coconut 1954 unter der Marke Coco López in Puerto Rico auf den Markt. Das Caribe Hilton soll zu seinen ersten Kunden gezählt haben, allerdings habe sich Irizarry zeit seines Lebens nicht für Alkohol oder gar Cocktails interessiert. Anfangs wurden nur etwa 300 Kokosnüsse täglich verarbeitet. Später begann eine Kooperation mit dem Getränkehersteller Norman Parkhurst, der in der Nähe Fruchtsaftkonserven abfüllte und die Produktion schließlich vollständig von Irizarry übernahm. Der neue Kokossirup wurde mit Hilfe spezieller „Piña Colada-Sets“ intensiv beworben und durch David Ballachow auch auf dem US-amerikanischen Markt eingeführt.
Elektrische Mixer (engl. Blender) verbreiteten sich etwa zur selben Zeit, als auch die Piña Colada bekannt wurde. Als Erfinder des Blenders gilt Steven Poplawski, dem die The Stevens Electric Company in Racine (Wisconsin) gehörte. Er platzierte als erster ein rotierendes Messer am Boden des Mixbechers und ließ seine Erfindung 1922 patentieren. Allerdings war das Produkt noch nicht ausgereift. Erst Jahre später, nach dem Verkauf der Firma an John Oster im Jahr 1946, wurde ein verbessertes Modell, der Osterizer, kommerziell erfolgreich. Doch bereits 1937 hatte der Musiker Fred Waring, der die entsprechenden Rechte von Fred Osius erworben hatte, einen funktionierenden Blender auf der National Restaurant Show in Chicago vorgestellt. In den Folgejahren wurden diese Waring Blender zunehmend auch an Bars verkauft, wo sie beispielsweise die Zubereitung von Frozen Daiquiris enorm erleichterten. Im Jahr 1954, als man im Caribe Hilton die angeblich ersten Piña Coladas mixte, konnte Waring schon das millionste Gerät verkaufen. Mitte der 1950er Jahre, als in der Bar des Caribe Hilton fast 50 Beschäftigte arbeiteten, verfügte man dort allerdings nur über drei bis vier elektrische Mixer, so dass etliche Piña Coladas noch im Shaker zubereitet wurden.
Welcher der in den 1950er Jahren im Caribe Hilton beschäftigten Barkeeper letztlich dort zum ersten Mal eine Piña Colada mixte, ist nicht gesichert. Das Hotel erwähnte 50 Jahre lang allein Ramón „Monchito“ Marrero Pérez aus Aguas Buenas (Puerto Rico), der zuvor mehrere Monate lang an dem Drink gefeilt haben soll, und feierte das 50-jährige Jubiläum dieses Ereignisses im Jahr 2004. Sein Kollege Ricardo Gracia, der seit 1952 im Caribe Hilton beschäftigt war, behauptete indes in einem Interview im Jahr 2005, er habe die Piña Colada spontan entwickelt, als ihm für seinen beliebten Drink Coco Loco (unter anderem aus Rum, Kokoswasser und Kokosnusscreme, der in einer ausgehöhlten Kokosnuss serviert wurde) die Kokosnüsse ausgingen. Stattdessen hätten reichlich frische Ananas zur Verfügung gestanden, in denen er das Getränk schließlich servierte. Wenig später antwortete Gracia auf die Frage, wer die Piña Colada denn nun erfunden habe:

“We did. Monchito, me, Hector Torres, Carlos, Roger Lopéz, Enrique. We did. The Caribe Hilton crew was like a family.”

„Wir machten es gemeinsam. Monchito, ich, Hector Torres, Carlos, Roger Lopéz, Enrique. Wir alle. Das Team des Caribe Hilton war wie eine Familie.“

Außerhalb der Karibik fand die Piña Colada zunächst vor allem in den USA Verbreitung. In Mixbüchern wird der Cocktail jedoch erst seit den frühen 1970er Jahren erwähnt. In Deutschland wurde die Piña Colada vor allem in den 1980er Jahren populär, als die Barkultur wieder auflebte. Hierzu trug unter anderem Charles Schumann bei, der verschiedene Coladas wie den Swimming Pool (Cocktail) (1979) kreiert hatte und diese nicht nur in seiner legendären Schumann’s Bar in München servierte, sondern ihnen auch in Barbüchern wie dem Schumann’s Tropical Barbuch (1986) erstmals eine eigene Kategorie widmete. Schumann bereitete seine Piña Colada mit crushed ice im Blender oder im Shaker zu und nahm 6 cl weißen oder braunen Rum (oder je zur Hälfte weißen und braunen), 6 cl Ananassaft und je 2 cl Kokosnusscreme und süße Sahne.

## Bedeutung

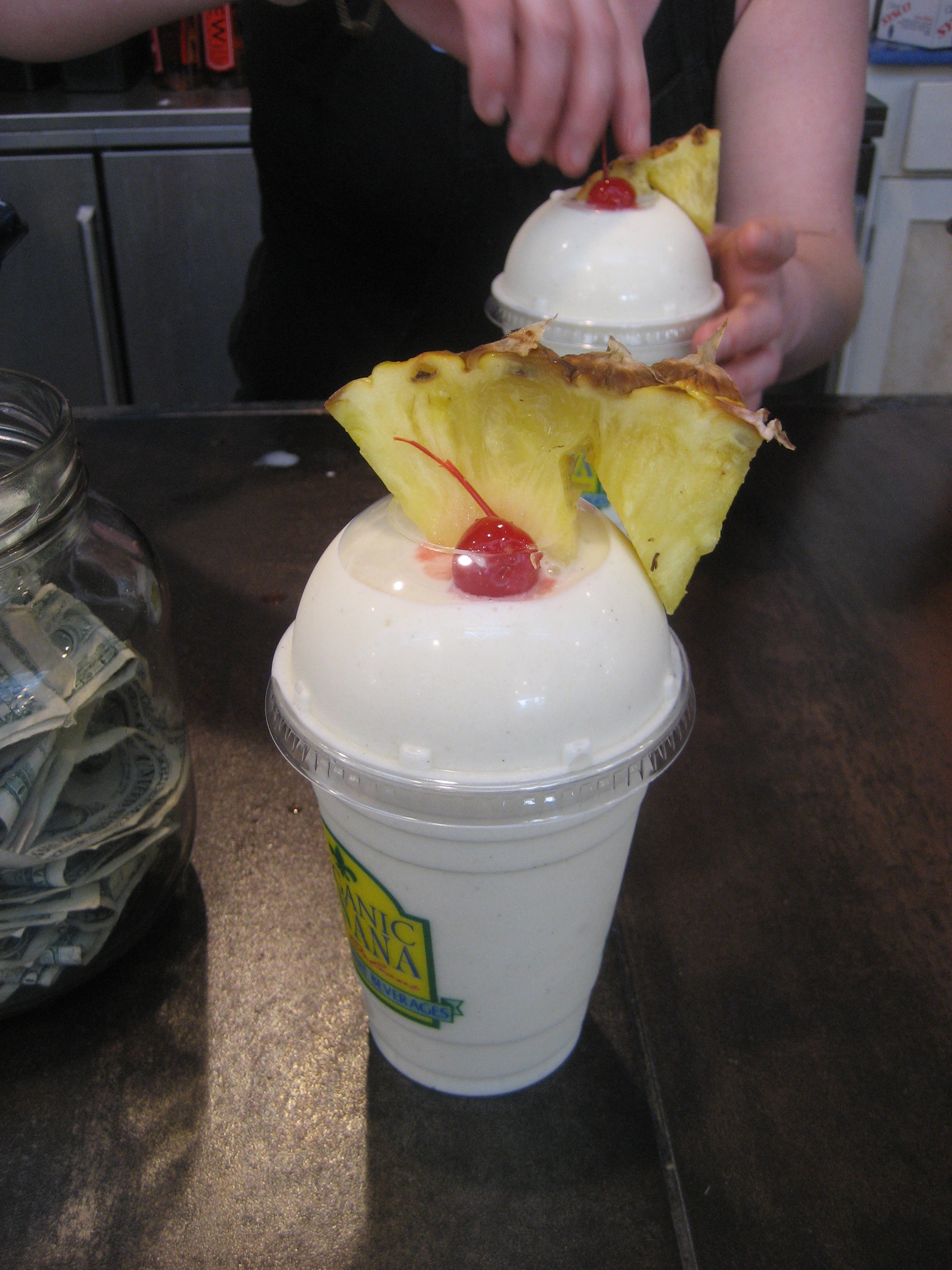
Piña Colada – ein Alltagsprodukt, hier eine „Takeaway“-Variante im Plastikbecher

Die Piña Colada wird zu den einflussreichsten Cocktails gezählt und hat, ähnlich wie der Martini, wenn auch in völlig entgegengesetzter Hinsicht, Bedeutung weit über die Bar hinaus erlangt. Eine Piña Colada symbolisiert Urlaub, Strand, Sonne, ein tropisches Lebensgefühl und die Karibik schlechthin. Am 17. Juli 1978 erklärte Gouverneur Rafael Hernández Colón die Piña Colada zum Nationalgetränk von Puerto Rico.
Keine andere Geschmacksrichtung eines Cocktails wurde so oft kopiert wie „Piña Colada“. So wurde das Aroma schon in „Räucherstäbchen, Duftkerzen, Seifen, Shampoos, Raumbeduftern, Luftbefeuchtern, Eiskrem, Sorbets, Lifesavers (Anm.: ein US-amerikanisches Bonbon), Süßigkeiten, jelly beans (Fruchtdragees), diätischen Lebensmitteln und Nahrungsergänzungsmitteln für Bodybuilder, Kosmetika, Erfrischungsgetränken, Tees, Popcorn, Brotaufstrichen (‚peanut butter‘), parfumierten Bowling-Kugeln, Arzneimitteln für Menschen und Tiere, Mundstücken für Saxophone und Pfeifentabak“ gefunden.
Auch in der Musik wurde der Cocktail aufgegriffen. 1979 landete der Sänger und Komponist Rupert Holmes mit dem Lied Escape (später umbenannt in The Piña Colada Song) einen Hit, der es in den USA am 12. Januar 1980 sogar auf Platz 1 der Hitparade schaffte. Dabei wurde seine allererste Einspielung veröffentlicht, da spätere Aufnahmen nicht mehr die Spontaneität seiner ursprünglich nur als scratch track gedachten ersten Aufnahme erreichten. Nach eigenen Angaben hatte Holmes zuvor noch nie eine Piña Colada probiert. In der ursprünglichen Textfassung hatte er noch „If you like Humphrey Bogart“ formuliert, sich aber dann für „If you like Piña Coladas“ entschieden, da er schon zu oft Filmbezüge in seinen Texten verwendet habe und er den Cocktail mit Urlaub assoziiere.
Der amerikanische Country-Sänger Garth Brooks hatte mit dem Titel Two Piña Coladas im Jahr 1998 ebenfalls einen Nr.-1-Hit in den USA.
Allerdings ist der Cocktail nicht unumstritten. Der Autor Wayne Curtis klassifizierte die Piña Colada als „among the worst examples of the tiki cocktail“ („eines der übelsten Beispiele eines Tiki-Cocktails“):

“Pineapple and coconut are the linebackers of the taste world, and can flatten the harshest of rums. It’s no great surprise that it was invented in Puerto Rico, where so much rum was meant to be hidden rather than heralded.”

„Ananas und Kokosnuss sind geschmackliche „Abwehrspieler“ und können jeden noch so scharfen Rum neutralisieren. Es überrascht nicht, dass sie ausgerechnet in Puerto Rico erfunden wurde, wo viele Rumsorten eher versteckt als angepriesen werden sollten.“

Im Gegensatz zu anderen Rum-Drinks wie dem Mai Tai, so Curtis, könne ein qualitativ hochwertiger Rum in einer Piña Colada überhaupt nicht zur Geltung kommen. In gehobenen Bars gilt es daher zum Teil als Ausweis schlechten Geschmacks, eine Piña Colada zu bestellen. Zudem wird der Drink, in der Regel abschätzig, oft als „Frauengetränk“ bezeichnet, da er süß-cremig ist und man den Alkohol kaum herausschmeckt.